# Eubucco
Eubucco är ett fågelsläkte i familjen amerikanska barbetter inom ordningen hackspettartade fåglar. Släktet omfattar normalt fyra arter som förekommer från Costa Rica till norra Bolivia, med ytterligare tre arter nyligen urskiljda av Birdlife International:
- Gulstrupig barbett (E. richardsoni) 
  - "Flamstrupig barbett" (E. r. aurantiicollis) [3]
- Rödhuvad barbett (E. bourcierii)
- Inkabarbett (E. tucinkae)
- Brokbarbett (E. versicolor) 
  - "Blågumpad barbett" (E. v. steerii) [3]
  - "Blåhakad barbett" (E. v. glaucogularis) [3]